# Thomas Davies
Pas d'image ? Cliquez ici

a Compétitions nationales et continentales officielles uniquement.

b Matchs officiels uniquement.
Thomas Davies dit Tom Davies, né le 11 janvier 1997 à Wigan (Angleterre), est un joueur angais de rugby à XIII évoluant au poste d'ailier dans les années 2010. Il fait ses débuts professionnels en Super League avec les Warriors de Wigan en 2017 avec lesquels il remporte la Super League en 2018. Il a également été prêté entre-temps aux Lions de Swinton en prêt. Blessé en 2019 et en concurrence avec de nombreux ailiers à Wigan il choisit de signer aux Dragons Catalans en 2020. Il a également été appelé en sélection d'Angleterre espoir pour deux rencontres.

## Biographie
Thomas Davies est né à Wigan dans le Grand Manchester en Angleterre. Il joue dans sa jeunesse aux Sharks de Shevington, Orrell St. James et Wigan St Patricks Centurions de Leigh mais son essai  avec ce dernier n'est pas concluant il en est libéré. Il tente alors une expérience en rugby à XV avec Fylde mais revient à St Patricks dépanner le club dont le père de George Williams est entraîneur. Il effectue alors un essai aux Warriors de Wigan et dispute des rencontres avec les moins de dix-neuf ans.
En début d'année 2017, Wigan prête Davies à Swinton où il dispute quatre rencontres pour un essai inscrit. En mars 2017, il est alors appelé à jouer en équipe première de Wigan où il est déplacé du poste d'arrière, poste sur lequel il évoluait dans ses jeunes années, à ailier. Il prend place dans l'effectif au début de l'année 2017 grâce au départ de Josh Charnley en rugby à XV aux Sharks de Sale et aux absences sur blessure aux ailiers habituels Joe Burgess, Lewis Tierney et Dom Manfredi. Thomas Davies fait ses débuts en Super League le 19 mars 2017 lors de la cinquième journée contre Huddersfield pour un score 16-16 mais il y marque son premier essai. Ses débuts sont salués et il devient aussitôt titulaire au poste d'ailier malgré le retour des blessés. Il inscrit cette saison 2017 quatorze essais en vingt-quatre rencontres de Super League et dispute la finale de la Challenge Cup qu'il perd contre Hull FC.
La saison 2018 est une confirmation de son talent, il revêt le numéro 2 du club à la place de Manfredi toujours blessé. Indéboulonnable au poste d'ailier à Wigan, il réussit une saison pleine avec seize essais en trente-et-une rencontres. Il est appelé en équipe d'Angleterre espoir en juin 2018 pour des tests de performance après avoir signé un contrat de cinq ans avec Wigan et clôt sa saison avec Wigan par un titre de Super League grâce à un succès obtenu 12-8 contre Warrington lors d'une finale où Davies y inscrit un essai décisif. En fin de saison, il prend part à la tournée de l'équipe d'Angleterre espoir en Papouasie-Nouvelle-Guinée.
En 2019, Davies reste titulaire à l'aile avec Wigan en Super League et joue le World Club Challenge, il perd cette dernière 8-20 contre les Roosters de Sydney malgré un essai inscrit. Toutefois, le 19 avril 2019 contre St Helens, il est victime d'une grave blessure avec une dislocation et une fracture de la cheville gauche qui met un terme à sa saison. A l'arrêt, il constate que les retours au premier plan de Joe Burgess, Liam Marshall, Dom Manfredi et Bevan French, le club et lui se concertent et optent pour un départ de Davies. Il rompt finalement son contrat avec Wigan pour signer pour deux ans avec les Dragons Catalans à partir de 2020.

## Palmarès
- Collectif :
  - Vainqueur de la Super League : 2018 (Wigan).
  - Finaliste de la Super League : 2021 et 2023 (Dragons Catalans).
  - Finaliste de la Challenge Cup : 2017 (Wigan).

- Individuel : 
  - Sélection en équipe de rêve de la Super League : 2021 (Dragons Catalans)

### Détails en sélection
| 1 | 23 octobre 2021 | France | 30-10 | Amical | Ailier | 4 | 1 | 0 | 0 |

### Statistiques
| Saison | Saison           | Championnat  | Championnat | Championnat | Championnat | Championnat | Championnat | Championnat | Coupe         | Coupe      | Coupe | Coupe | Coupe | Coupe | Coupe | Sélection | Sélection | Sélection | Sélection | Sélection | Sélection | Sélection |
| Saison | Saison           | Comp.        | Class.      | M           | Pts         | Ess.        | Buts        | Dp.         | Comp.         | Class.     | M     | Pts   | Ess.  | Buts  | Dp.   | Comp.     | M         | Pts       | Ess.      | Buts      | Dp.       |           |
| ------ | ---------------- | ------------ | ----------- | ----------- | ----------- | ----------- | ----------- | ----------- | ------------- | ---------- | ----- | ----- | ----- | ----- | ----- | --------- | --------- | --------- | --------- | --------- | --------- | --------- |
| 2017   | Wigan Warriors   | Super League | 6e          | 22          | 52          | 13          | -           | -           | Challenge Cup | Finaliste  | 3     | 4     | 1     | -     | -     |           |           |           |           |           |           |           |
| 2018   | Wigan Warriors   | Super League | Champion    | 28          | 52          | 13          | -           | -           | Challenge Cup | 1/4 finale | 2     | 4     | 1     | -     | -     |           |           |           |           |           |           |           |
| 2019   | Wigan Warriors   | Super League | Demi-finale | 7           | 4           | 1           | -           | -           | Challenge Cup | 1/8 finale | 1     | -     | -     | -     | -     |           |           |           |           |           |           |           |
| 2020   | Dragons Catalans | Super League | 1/2 finale  | 10          | 52          | 13          | -           | -           | Challenge Cup | 1/4 finale | 1     | -     | -     | -     | -     |           |           |           |           |           |           |           |
| 2021   | Dragons Catalans | Super League | Finaliste   | 22          | 56          | 14          | -           | -           | Challenge Cup | 1/4 finale | 2     | 4     | 1     | -     | -     |           | 1         | 4         | 1         | -         | -         |           |
| 2022   | Dragons Catalans | Super League | 1er tour    | 21          | 24          | 6           | -           | -           | Challenge Cup | 1/4 finale | 2     | 8     | 2     | -     | -     |           |           |           |           |           |           |           |
| 2023   | Dragons Catalans | Super League | Finaliste   | 24          | 60          | 15          | -           | -           | Challenge Cup | 1/8 finale | -     | -     | -     | -     | -     |           |           |           |           |           |           |           |
| 2024   | Dragons Catalans | Super League | 7e          | 23          | 36          | 9           | -           | -           | Challenge Cup | 1/4 finale | 2     | 12    | 3     | -     | -     |           |           |           |           |           |           |           |